# Jude Demorest
Claire Jude Demorest (* 11. března 1992 Detroit, Michigan, Spojené státy americké) je americká herečka, zpěvačka a textařka, která se proslavila rolemi v seriálech Dallas a Star.

## Životopis a kariéra
Demorest se narodila v Detroitu do věřící rodiny. V šestnácti letech se přestěhovala do Los Angeles, aby se mohla věnovat herectví. Poté, co si zkusila všechno od tanečního křoví až k zpívání, podepsala smlouvu s nahrávací společností Epic Records.
V několika seriálech a filmech si zahrála v komparzu nebo tanečnici. V roce 2008 natočila první krátkometrážní film History of Made Up Things. V roce 2014 získala vedlejší roli v seriálu Dallas. Během léta 2016 se zúčastnila konkurzu na seriál Star, do kterého získala jednu z hlavních rolí.

## Osobní život
V roce 2016 se provdala za hudebního producenta Ammo. V září 2018 oznámila těhotenství. Syn Judah Calvin Coleman se narodil dne 11. listopadu 2018.

## Filmografie

### Film
| Rok  | Název                        | Role                     | Poznámky                |
| ---- | ---------------------------- | ------------------------ | ----------------------- |
| 2012 | The Ghastly Love of Johnny X | fanynka Mickeyho O'Flyna | bez uvedení v titulcích |
| 2014 | Bipolar                      |                          |                         |

### Televize
| Rok       | Název                     | Role       | Poznámky              |
| --------- | ------------------------- | ---------- | --------------------- |
| 2009      | History of Made up Things | Whitney    | krátkometrážní        |
| 2010      | Jonas                     | Andrea     | 1 díl                 |
| 2012      | Hollywoodské sny          | Andrea     |                       |
| 2014      | Dallas                    | Candace    | vedlejší role, 6 dílů |
| 2014      | Průměrňákovi              | Samantha   | díl: „Stůl“           |
| 2016–2019 | Star                      | Star Davis | hlavní role, 48 dílů  |